# A Escada dos Fundos da Filosofia
A escada dos fundos da filosofia (em alemão: Die philosophische Hintertreppe) é um livro do filósofo alemão Wilhelm Weischedel, publicada em 1966. Neste, Weischedel relata a vida cotidiana de 34 grandes filósofos de forma divertida, não havendo necessidade de conhecimentos prévios para entendê-la.